# Alcobaça, Bahia
Alcobaça este un oraș în unitatea federativă  Bahia (BA) din Brazilia.